# Macromanagement
Macromanagement (kurz Macro) ist bei Echtzeitstrategiespielen die langfristige Durchführung von Strategien, etwa das Bauen von Einheiten und Gebäuden oder dem Erforschen neuer Technologien, also der Investition der zur Verfügung stehenden Ressourcen im Sinne eines Ressourcenmanagements. Ziel ist die Durchführung von Taktiken und Zielen, aber nicht durch das direkte Steuern von Einheiten wie beim Gegenstück dem Micromanagement. Zu dem Macro-Management wird auch das Sammeln von Ressourcen, die Wahrnehmung des Spielfeldes gezählt. Für den Spieler ist es wichtig zu planen, welche Punkte kontrolliert werden können oder wo sich die Einheiten des Gegenspielers befinden. Dabei birgt die Karte bereits wichtige Erkenntnisse, etwa bei einer kleinen Karten, die einen Rush begünstigt. Anschließend sind Entscheidungen über die Zusammensetzung der Armee, das Auskundschaften des Gegners und das Planen von Angriffen wesentlich.